# Nouvoitou
Nouvoitou település Franciaországban, Ille-et-Vilaine megyében. Lakosainak száma 3732 fő (2022. január 1.). Nouvoitou Domloup, Amanlis, Corps-Nuds, Saint-Armel, Vern-sur-Seiche és Châteaugiron községekkel határos.

## Népesség
A település népességének változása:
| Lakosok száma | 1125 | 1615 | 2348 | 2904 | 2831 | 2932 | 3099 | 3281 | 3378 | 3732 |
|               | 1968 | 1982 | 1990 | 2006 | 2013 | 2015 | 2017 | 2019 | 2020 | 2022 |